# 粤海線

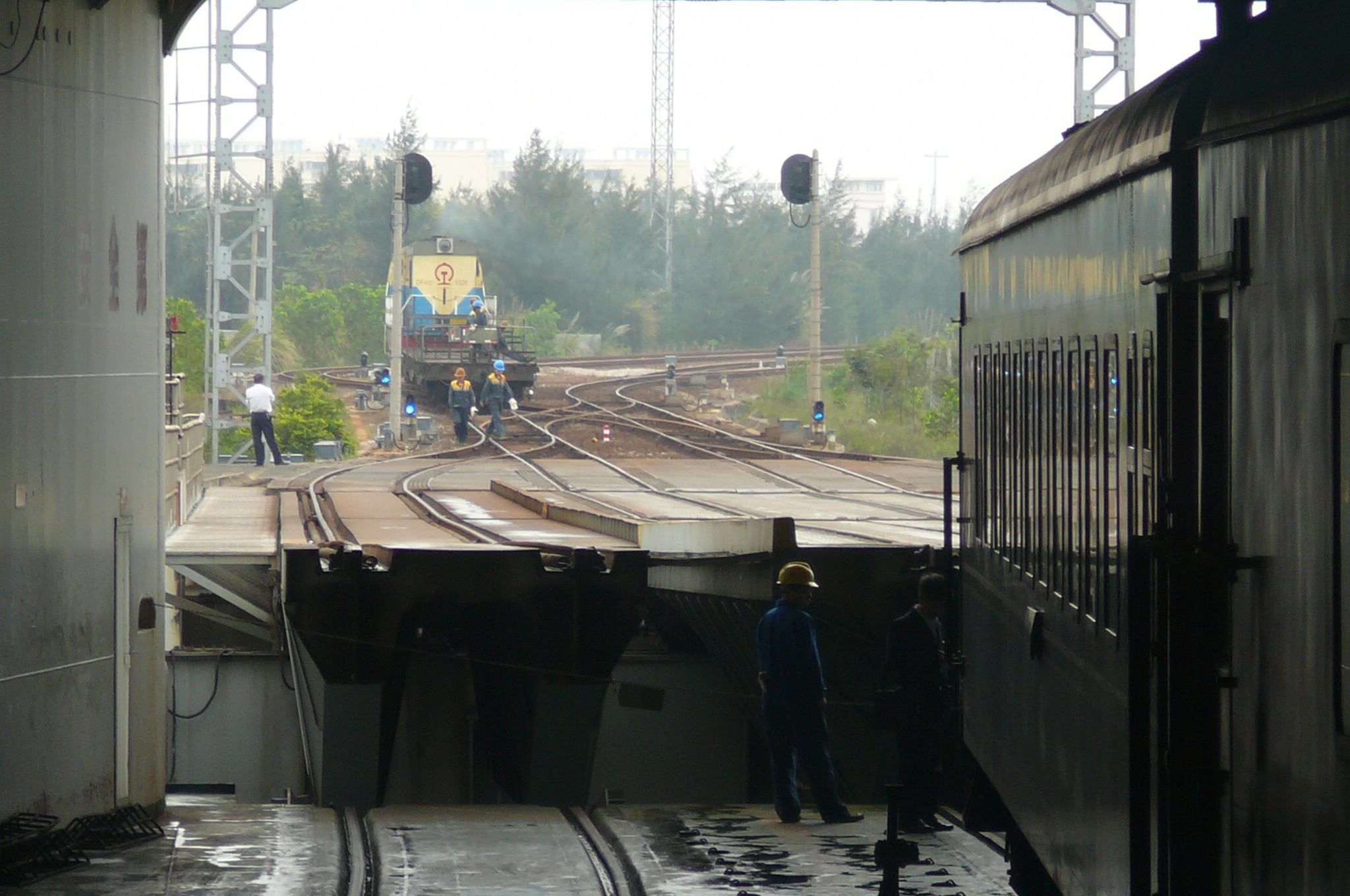
粤海線鉄道連絡船

粤海線（えっかいせん）は広東省湛江市にある塘口駅と海南省三亜市にある三亜駅を結ぶ中国鉄路の鉄道路線である。広東省徐聞県の海安南駅と海南省海口市の海口駅の間にある瓊州海峡は鉄道連絡船によって結ばれ、旅客列車・貨物列車ともに車輛航送が行われている。
粤海の粤は広東省の別称である粤から、海は海南島の海からとられている。なお、粤海線のうち広東省側の塘口～海安南間は湛海線、石碌～叉河～三亜間は海南西環線とも呼ばれる。

## 歴史
現在の粤海線にあたる区間のうち、最初に開通したのは海南島内の石碌～叉河～八所間である。この区間は日中戦争中に海南島を占領していた日本軍によって1940年に建設された。開通当初は石八線と呼ばれ、線路の幅も日本国内の在来線と同じ1067mmのものであったため、機関車は日本で製造されたC12形蒸気機関車2輛が導入された。日本軍による石八線建設の目的は、石碌鉄山（昌江リー族自治県）で産出される鉄鉱石を八所港（東方市）へ運び、海南島から日本へ鉄鉱石を輸送するためで、中国側の資料によると日本軍は3年間で300万トンの鉄鉱石を輸送したとされている。
戦後、石八線は広州鉄路局と人民解放軍によって線路の改軌工事が行われ、1958年に全線の線路の幅が中国本土と同じ1435mmに変えられた。改軌工事と平行して石八線の延伸工事も進められ、1960年に黄流まで126.73km延伸して安黄線と改称された後、1985年に三亜まで延伸され、この時に海南西環線と改称された。粤海線全線開通までの海南西環線は普快列車と普通列車が石碌～三亜間を1往復ずつ走るローカル線で、2003年頃まではSLが現役で走っていた。ちなみに2005年2月の時点での石碌～三亜間の所要時間は普快列車が約5時間、普通列車が約5時間50分であった。
1992年、広東省側の塘口～海安南間と海口～叉河間での新線建設計画と瓊州海峡を渡る鉄道連絡船運航計画が国務院で批准された。この計画には鉄道部、海南省、広東省共同組建粤海鉄路有限責任公司の三者が45億元を出資し、1998年8月30日に着工された。
そして、2002年1月28日に塘口～海安南間が完成し、湛海線と命名され、黎湛線、広茂線との直通運転が開始された。2003年1月7日には車輛航送船「粤海鉄1号」4,500載荷重量トンが海安南～海口で就航を開始し、貨物列車の車輛航送が開始された。これが中国で最初の鉄道連絡船となったのだが、就航当初は貨物のみの取り扱いで一般客は連絡船に乗船することができなかった。一般客の乗船が開始されるのは同じ年の12月28日からで、この時に自動車航送も開始されたが、客車の車輛航送はまだ行われなかった。本土と海南島の直通運転が開始されるのは2004年12月5日のことで、広州～湛江間の2211/2212列車をK407/408列車に格上げのうえ海口まで延長し、客車の車輛航送が開始された。
一方、海南島内では2004年4月1日に海口～叉河間が開通し、粤海線の全区間が開通する。しかし、海口～叉河間では開通当初は旅客列車の運行は行われず、石碌～三亜間でのローカル輸送には変化がないままであった。そのため、石碌～三亜間の改良工事が2005年10月から23億元かけて行われ、12月13日に完成、2006年3月20日には石碌～三亜間の最高速度が60-80km/hから120~160km/hに引き上げられた。これを受けて2007年4月18日に北京、上海、広州から三亜への直通運転が開始された。これを地元メディアは「海南島民百年の夢が実現した」と報道した。

## 接続路線
- 塘口駅：黎湛線
- 海口駅・三亜駅：海南東環鉄道
- 叉河駅：石碌線
- 昌感駅：八所線

## 運行されている主な列車
| Z201次       | K511次       | Z386/383 次 | Z114/111 次      | 列車番号       | 列車番号       | 列車番号       | Z202次      | K512次      | Z112/113 次      | Z384/385 次 |
| ------------ | ------------ | ----------- | ---------------- | -------------- | -------------- | -------------- | ----------- | ----------- | ---------------- | ----------- |
| 北京西 17:54 | 上海南 19:21 | 長春 17:05  | ハルビン西 11:10 | 始発駅／終着駅 | 始発駅／終着駅 | 始発駅／終着駅 | 北京西 6:46 | 上海南 8:49 | ハルビン西 18:01 | 長春 11:43  |
| 15:43        | 17:20        | 5:06        | 21:10            | 着             | 広州           | 発             | 8:28        | 9:10        | 7:37             | 22:55       |
| 16:03        | 17:40        | 5:24        | 21:33            | 発             | 広州           | 着             | 8:03        | 8:50        | 7:12             | 22:35       |
| 22:09        | 0:06         | 11:09       | 2:54             | 着             | 湛江西         | 発             | 1:48        | 0:42        | 22:50            | 15:35       |
| 22:15        | 0:12         | 11:12       | 2:58             | 発             | 湛江西         | 着             | 1:44        | 0:36        | 22:42            | 15:29       |
| 0:18         | ↓            | ↓           | 4:59             | 着             | 徐聞           | 発             | ↑           | 23:11       | 21:04            | ↑           |
| 0:25         | ↓            | ↓           | 5:05             | 発             | 徐聞           | 着             | ↑           | 23:05       | 20:58            | ↑           |
| 3:50         | 6:00         | 15:52       | 8:46             | 着             | 海口           | 発             | 21:00       | 19:30       | 17:32            | 10:35       |
| 4:50         | -            | 16:30       | -                | 発             | 海口           | 着             | 20:30       | -           | -                | 10:05       |
| 6:27         | -            | 18:07       | -                | 着             | 東方           | 発             | 18:55       | -           | -                | 8:26        |
| 6:32         | -            | 18:12       | -                | 発             | 東方           | 着             | 18:51       | -           | -                | 8:30        |
| 8:12         | -            | 20:00       | -                | 着             | 三亜           | 発             | 17:35       | -           | -                | 7:10        |